# Isabell Pannagl

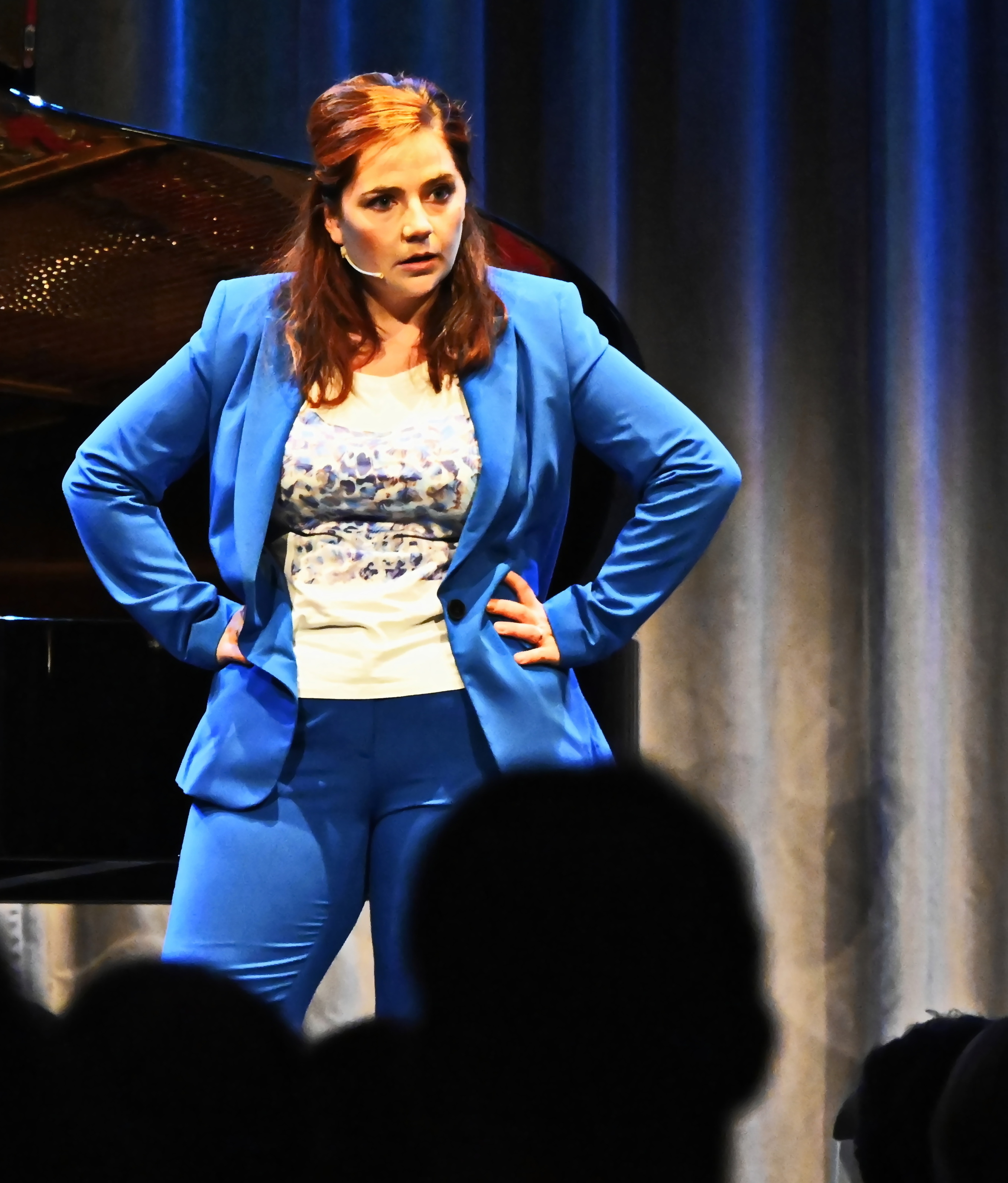
Isabell Pannagl, Paulaner Solo+ 2022

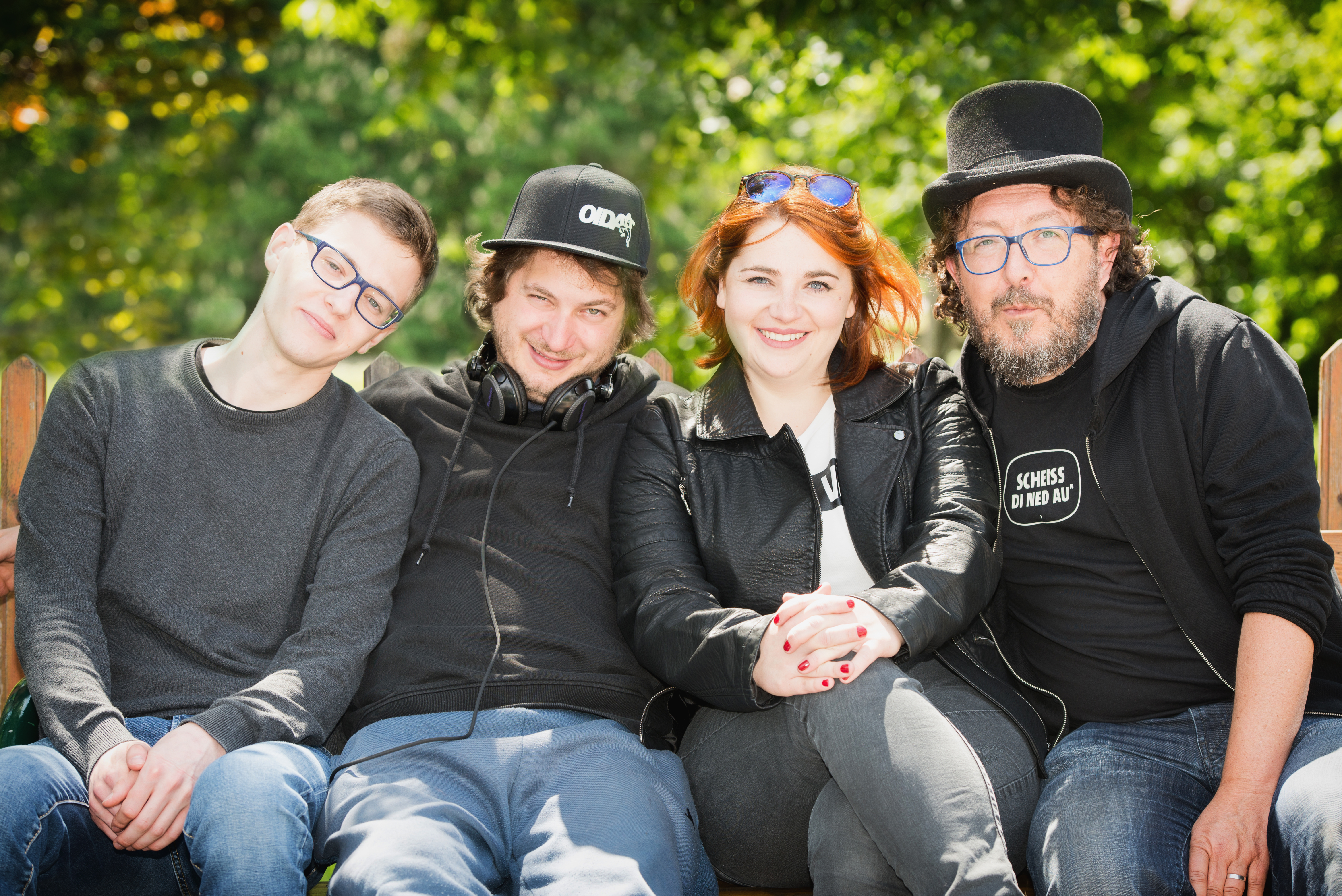
Christoph Fritz, David Scheid, Isabell Pannagl, Jimmy Schlager. Foto: Barbara Hartl bei der Langen Nacht des Kabaretts 2017/2018

Isabell Pannagl (* 1990 in Wien) ist eine österreichische Theater- und Fernsehschauspielerin, Kabarettistin und Sängerin.

## Leben
Isabell Pannagl absolvierte von 2010 bis 2014 am Vienna Konservatorium ein Musical-Studium, das sie 2014 mit Auszeichnung abschloss. 2017 bildete sie sich in Workshops im Acting Center Tavakoli und im Casting Workshop bei Nicole Schmied weiter.
Ihre Laufbahn als Kabarettistin startete sie bereits 2012. Humoristisch umgetextete Songs, eigene Kompositionen und Stand up Comedy machen ihre musikalischen Solokabaretts aus.
Gemeinsam mit Veronika Rosa Rivo gründete Isabell Pannagl 2016 das Kabarettduo „Rosabell“. Beim Wiener Kabarettfestival 2017 belegten sie den 1. Platz und waren beim Grazer Kleinkunstvogel unter den Finalisten. Seit Herbst 2019 touren „Rosabell“ mit ihrem Programm „Wenn´s passt, dann passts“ durch Österreich.
Mit Caroline Athanasiadis, Aida Loos und Nadja Maleh tritt Isabell Pannagl als „Die Comedy Bitches“ auf.
Außerdem wirkte sie auch in etlichen Film- und TV-Produktionen mit und ist in diversen Theater-Produktionen aufgetreten.
Isabell Pannagl ist mit dem Stand-up-Comedian Michael Mutig verheiratet und seit Frühjahr 2021 Mutter eines Sohnes. Sie lebt in Perchtoldsdorf.

## Film und Fernsehen
- 2014: Zwei Leben – Hauptrolle Sarah (Kurzfilm), Regie: Katrin Salhenegger
- 2014: Blackout – Hauptrolle Clara (Kurzfilm), Regie: Katrin Salhenegger
- 2014: Österreichische Lotterien (Werbespot), Regie: Markus Götsch
- 2017: Walking on Sunshine – Journalistin, ORF, DOR Film, Regie: Andreas Kopriva
- 2017: Schnell Ermittelt „Felix Preisinger“ – Bäckerin, ORF, MR Film, Regie: Gerald Liegel
- 2018:  Love Machine – Niki, Allegro Film, Regie: Andreas Schmied
- 2018: Pratersterne (Stand-Up Comedy Show), ORF, Regie: Jan Frankl
- 2021: Tafelrunde, ORF, Regie: Mario Kopf
- 2021: Dinner für Zwei, ORF, Regie: Mario Kopf
- 2022: Was man von hier aus sehen kann – Elsbeth (Kinofilm),  Claussen+Putz Filmproduktion, Regie: Aron Lehmann
- 2022: Tafelrunde, ORF, Regie: Mario Kopf
- 2022: Kabarett im Turm,  ORF, Regie: Mario Kopf

## Kabarett
- 2012: Ja, ich will!, Buch: Isabell Pannagl
- 2014:  Keine Frau für einen Mann!, Buch / Idee: Isabell Pannagl, Regie: Claudia Dallinger
- 2015–2017: Bankerl‘n gehen, Buch / Idee: Isabell Pannagl, Regie: Claudia Dallinger
- 2016–2017:  Rosabell, Buch / Idee: Isabell Pannagl, Regie: Claudia Dallinger
- 2017–2019: Lange Nacht des Kabaretts (Österreichtour)
- 2018–2019: Noch immer alles neu. Buch / Idee: Isabell Pannagl, Regie: Bernhard Murg
- 2019: Wenn`s passt dann passt`s, Buch / Idee: Isabell Pannagl, Regie: Marion Dimali
- 2023: Neues aus dem Dachgeschoss, Regie: Lydia Prenner-Kasper

## Theater
- 2011: Zustände wie im alten Rom – Pseudula, Niederösterreichtour, Regie: Luzia Nistler
- 2012: Die spanische Fliege – Marie, Gloriatheater Wien, Regie: Gerald Pichowetz
- 2013: Der alte Sünder – Fanny, Gloriatheater Wien, Regie: Gerald Pichowetz
- 2014: Inferno. Nachrichten aus der Hölle – Damkina, Theater im Bunker, Regie: Bruno Max
- 2014: Jura Soyfer Revue – Miss America, Freie Bühne Wieden, Regie: Andreas Kosek
- 2014: Hairspray – Tracy Turnbald (Diplomprüfung),  Regie: Caroline Vasicek, Choreografie: Sascha Ahrens
- 2015:  Inferno. Nachrichten aus der Hölle – Damkina, Theater im Bunker, Regie: Bruno Max
- 2015: Non(n)sense – Schwester Hubert, Niederösterreich / Wien, Regie: Anita Todorov-Neuzil
- 2016: Märchenkarussell – Aschenputtel, Märchensommer, Regie: Nina Blum
- 2016: Dreigroschenoper – Ede, Hure Molly, Theater an der Wien, Regie: Keith Warner
- 2017: Die neue Wohnung – Checca, Rosina, Theaterforum Schwechat, Regie: Marius Schiener
- 2017: Sommernachtstraum – Puck, Sommertheater Meierei Gaaden, Regie: Wolfgang Sailer
- 2017: Die Kuh Rosmarie – Rosmarie, THEO Perchtoldsdorf, Regie: Birgit Oswald
- 2018: Heidi – Barbel, Köchin, Show Factory, MuseumsQuartier, Regie: Manfred Waba
- 2019: Krawutzi Kaputzi – Helmi, Kabarett Vindobona, Regie: Leo Bauer

## Auszeichnungen
- 2017: 1. Platz beim Wiener Kabarettfestival als Duo „Rosabell“